# Hieronim Paprotny
Hieronim Paprotny (ur. 25 września 1875 w Rudach, zm. 16 maja 1956 w Katowicach-Ligocie) − polski powstaniec śląski, działacz społeczny i plebiscytowy.

## Życiorys
Był członkiem Towarzystwa Gimnastycznego „Sokół”, Towarzystwa Oświatowego Gwiazda, Stowarzyszenia Śpiewaczego „Harmonia”, a także współzałożycielem Śląskiego Związku Samodzielnych Rzemieślników. W 1905 był jednym z głównych oskarżonych w procesie przeciwko młodzieży polskiej w Gliwicach, proces ten jednak z powodu braku dowodów umorzono. W tym samym roku był członkiem polskiego Komitetu Wyborczego miasta Gliwic w wyborach samorządowych, a w 1914 członkiem rady nadzorczej Banku Ludowego w Gliwicach. Walczył we wszystkich powstaniach śląskich, brał udział w akcji plebiscytowej, w czasie której był członkiem Polskiego Komisariatu Plebiscytowego w Gliwicach. W okresie międzywojennym działał w Związku Powstańców Śląskich oraz w Polskim Związku Zachodnim. W czasie II wojny światowej więziony był w obozach w Dachau oraz w Oświęcimiu.